# 大新百貨 (台灣)
大新百貨是一間位於臺灣高雄市鹽埕區已在2010年結束營業的百貨公司，由現今大統集團的創辦人吳耀庭所創立，為大統百貨、大立百貨、大樂購物中心的關係企業之一。

## 簡介
據傳大統集團創辦人吳耀庭年輕時逛吉井百貨，想買面鏡子給媽媽當禮物，遭售貨人員冷言譏諷，而發憤創立了後來的大新百貨─高雄市第一間由台灣人開設的百貨公司於1958年9月14日開幕，當時曾是南臺灣最大的百貨公司，同時也是全臺灣第一間安裝電動手扶梯的百貨公司。
開幕初期，大新以一年一樓層的速度擴增，並採用新式管理制度，呈現嶄新的面貌：大樓內啟用了全台灣第一座電扶梯，並首創在樓頂設置兒童樂園，獲得了空前的成功，成為當時南台灣必遊景點，當時的電影《高雄發的尾班車》也以此作為男女主角約會的場景。地上六層、營業面積約1800坪的大新百貨曾於1964年-1965年10月期間，短暫擁有「全台最大百貨公司」的頭銜。
1986年後因鹽埕區沒落，商圈轉移至大統百貨商圈，故轉型成大統超市大新店，而後營業規模逐步縮減，並於2010年6月30日歇業。
2016年2月10日（大年初三），疑似騎樓攤位用電超載，引起二樓電線走火。當天下午四點二十六分，高雄市政府消防局接獲通報。因其外表封上鐵皮，且門口就是捷運鹽埕埔站，狹窄的通道佈滿攤位及人潮，雲梯車及消防車無法進入，消防隊只能徒步進入救災。現場悶燒近6個多小時，於當天晚間10點半撲滅。高雄捷運鹽埕埔站因大火關係關閉，列車直接過站不停靠，已有五十年歷史的鹽埕埔春節趕集活動也提早收攤。真正的起火原因還在調查當中。

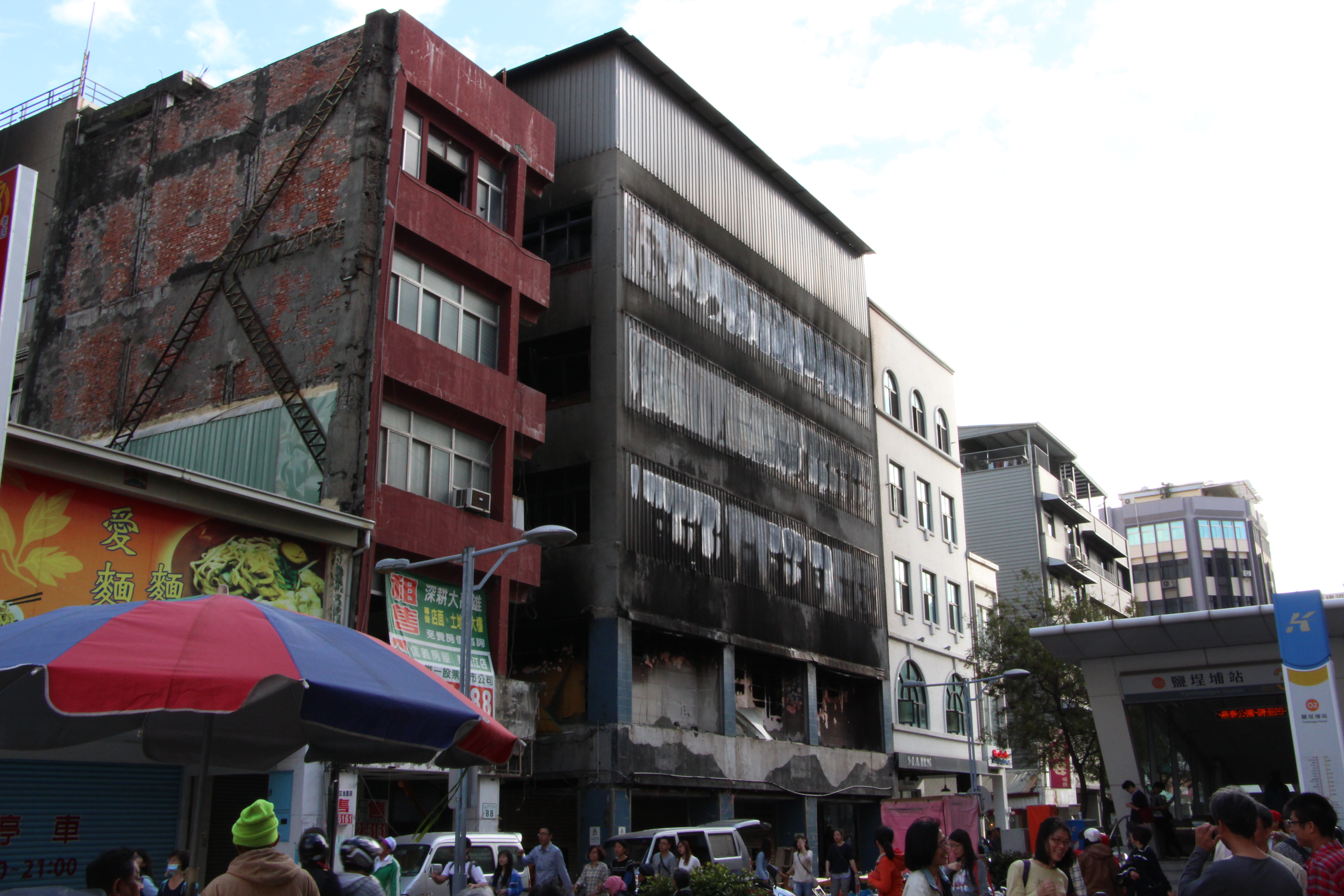
大新百貨火災後

## 歷史
- 1953年，大統集團創辦人吳耀庭以新台幣兩萬多元買下現大新百貨地段（高雄市鹽埕區大勇路上）一百多坪土地，並籌設百貨公司。

- 1954年，大新百貨正式動工，兩年後（1956年）完成五層樓的建築；初期吳耀庭在一樓開設「中國襯衣行」、「新高絨線行」和「大新百貨行」三個攤位，並在1958年將這三個攤位合併成立「大新百貨股份有限公司」[4]。

- 1958年9月14日，大新百貨舉行開幕典禮，為戰後台灣第一家大型百貨公司。
- 1959年，大新百貨啟用了一樓與二樓之間的電扶梯[5]，為台灣第一部電扶梯。
- 1960 年，大新百貨擴增至四樓，並加裝載客升降電梯。
- 1961年，五樓開始營業。
- 1962年，開放六樓（天台）的兒童樂園，是全台首處頂樓兒童樂園[6]。
- 1964年，大新百貨成為全台最大百貨公司。
- 1965年10月5日，台北市中華路第一百貨開幕後，取代大新百貨成為「全國最大百貨」。後來，吳耀庭接著成立了華王飯店、大統、大立、大統快速、真光、大樂等多家連鎖公司，形成「大統企業王國」。
- 1986年，大新百貨一、二樓轉型為生鮮超市百貨，三樓以上則作為辦公室用途。
- 1994年後，大新百貨二樓以上規劃為大統集團辦公室。
- 2010年6月30日，營業52年的大新百貨吹熄燈號，正式宣告歇業。大新百貨從盛極一時到黯然熄燈，彷彿是一頁鹽埕的發展興衰史。
- 2015年8月，因颱風天將其表面吹落，而拆除表皮並封上鐵皮。
- 2016年2月10日，疑似騎樓出租攤位用電超載，引起二樓電線走火，悶燒近6個多小時後火勢終於撲滅，大新百貨整棟遭燒毀。
- 2018年3月9日，大新百貨拆除